# Мала Света Анна
„Мала Света Анна“ (гръцки: Σκήτη μικρή Αγία Άννα) е малък православен идиоритмичен скит в Атонската Света Гора, разположен на 2,5 км югозападно от големия скит „Света Анна“. Подчинен е на големия скит (поради което не е изброен сред 12 скита включени в Устава на Атонската Света гора) и на манастира Великата Лавра. Скитът е под юрисдикцията на Константинополската патриаршия.

## История
Основан е в края на ХVІ – началото на ХVІІ век от монаси от скита „Света Анна“. Първите монаси построили килия на това място са Дионисий Ритор († 6 октомври 1609) и неговият ученик Митрофан. Според преданията Дионисий произхождал от императорския род Комнини, и бил наречен Ритор заради енциклопедичните си познания. През втората половина на XVII в. в килията на Архангелите живее църковният писател Агапий Ланд. В килията на Свети Йоан Предтеча през ХХ век живее химнографът Герасим Микраянанит († 1991), автор на църковни песнопения.
В наши дни се състои от 7 килии и каливи, от които са заселени 4, като в тях живеят 17 монаси.